# Rúaidhrí de Valera
Rúaidhrí de Valera (3 novembre 1916 - 28 octobre 1978) est un archéologue irlandais connu pour ses travaux sur les sites mégalithiques de son pays.

## Jeunesse et formation
Rúaidhrí de Valera est le fils d'Éamon de Valera et de Sinéad de Valera. Il obtient un baccalauréat ès arts en études celtiques de l'University College Dublin en 1939, avant de servir brièvement dans l'armée irlandaise, puis de donner des conférences à l'Université nationale d'Irlande à Maynooth pendant un an jusqu'en 1943. Il étudie ensuite pour une maîtrise en archéologie, rédigeant sa thèse sur les tombes préhistoriques du comté de Clare.

## Travaux
En 1947, Rúaidhrí de Valera devient l'officier archéologique de l'Ordnance Survey Ireland, ce qui lui permet de développer le projet Survey of the Megalithic Tombs of Ireland. Il écrit ensuite des articles importants sur la préhistoire irlandaise qui contribuent à sa thèse de doctorat, décerné en 1954.
En 1957, de Valera est nommé président de l'archéologie celtique à l'University College Dublin, où il travaille pour agrandir le département tout en continuant à publier sur les tombes à chambre irlandaises, en particulier les cairns de la Cour qu'il estimé s'être développés pour la première fois dans l'ouest du pays.
De Valera fouille ensuite le monticule des otages à Tara.
Rúaidhrí de Valera est décédé subitement le 28 octobre 1978, alors qu'il visitait le musée du comté de Fermanagh à Enniskillen, en Irlande du Nord.